# Szubrett
A szubrett (franciául soubrette = szobalány, komorna, szolgálólány; később a szót csak a színházi szerepre használták) egy női karakterszerep, mely legfőképpen az operában és az operettben népszerű. A karakter általában élénk, furfangos, hamiskás és komikus. Ellentétben áll a primadonnával, aki általában a szubrett úrnője és a bonviván szerelmese. A karakter a commedia dell’artéből származik. Fiatal, talpraesett, szókimondó női szerep operettekben. Ének- és tánckészséget is követelő szerepkör. Az operettszínpadon a tükördramaturgia segítségével jellemzett vidám – néha komikus – leányszereplő, a táncoskomikus párja, pl. Stázi (Kálmán Imre: A csárdáskirálynő); Valencienne (Lehár Ferenc: A víg özvegy); Mi (Lehár F.: A mosoly országa). A revüoperettben a szerepkör elsőrendűvé emelkedett (szubrett-primadonna) a primadonnaszerepben is megkövetelt tánctudás miatt, pl. Daisy Parker (Ábrahám Pál: Bál a Savoyban).
Ma a karaktert kizárólag zenés színdarabok szerepeiben használják, egyike a négy híres karakternek (primadonna, bonviván, szubrett és táncoskomikus). Tipikus szubrett Suzanne Mozart Figaro házassága c. operájában. A szubrett hangfekvése általában szoprán, vagy mezzoszoprán.
További klasszikus példák szubrettre:
- Mozart, A varázsfuvola: Papagena
- Mozart, Così fan tutte: Despina
- Mozart, Szöktetés a szerájból: Blonde
- Lortzing, Cár és ács: Marie
- Offenbach, Hoffmann meséi: Olympia
- Purcell, Dido és Aeneas: Belinda